# Manuel Filiberto de Saboya (virrey de Sicilia)
No se debe confundir con Manuel Filiberto de Saboya (1522-1580).
Manuel Filiberto de Saboya (en italiano, Emanuele Filiberto di Savoia; Turín, 16 de abril de 1588-Palermo, 3 de agosto de 1624) fue un príncipe, militar y político italiano de la Casa de Saboya.

## Biografía
Hijo de Carlos Manuel I, duque de Saboya, y de Catalina Micaela de Austria, hija del rey Felipe II de España. Desde agosto de 1603 fue educado en la corte española con sus hermanos, Felipe Manuel y Víctor Amadeo. En julio de 1606, Víctor Amadeo y él (su hermano Felipe Manuel había muerto en España) volvieron a Saboya.
En su edad adulta fue prior de Onella y almirante. Su tío, Felipe III de España, le nombró virrey de Sicilia el 24 de diciembre de 1621.

Murió en la isla de Sicilia a causa de la peste. Fue enterrado en la cripta de la iglesia inferior de la capilla palatina del Palacio normando de Palermo. Sus restos se encuentran bajo una lápida ovalada con un marco escultórico adornado con hojas de acanto en la cripta inferior de la capilla palatina del palacio normando de Palermo. Según otras fuentes, fue enterrado en el Panteón de Infantes del Monasterio de El Escorial. En la actualidad se encuentra sepultado en la novena cámara bajo el epitafio:
PHILIBERTVS, SABAVDIAE PRINCEPS